# 日本化成 (建材メーカー)
日本化成（にほんかせい）は、日本の企業。建築材料の生産・販売を行っている。
湿式建材の日本国内シェアは高く、ヒット商品としてエチレン酢酸ビニルを使用した吸水調整剤のNSハイフレックスが知られている。

## 沿革
出典
- 1948年 -  8月2日、福岡建材工業株式会社として設立
- 1962年 -  現社名に改称
- 1969年 -  NSハイフレックスの生産を開始
- 1982年 -  本社を東京都新宿区に移転
- 1993年 -  日本化成サービス設立
- 2007年 -  現在地に移転
- 2008年 -  製造部門を子会社の日本化成プロダクトとして分社

## 事業目的
出典
- 1.建築材料の製造・販売
- 2.化学工業製品の製造・販売
- 3.建築付帯設備用具の設計・製造・販売

## 取扱製品
出典
- 1.左官工事材料
- 2.タイル工事材料
- 3.内外装仕上材料
- 4.リフォーム・リニューアル工事材料
- 5.土木工事材料
- 6.耐火工事材料
- 7.防水工事材料
- 8.その他関連材料